# Гуршеви
Гуршеви (Кадисар, осет. Хъæдысæр; груз. ღურშევი) — бывшее село в Дзауском районе Южной Осетии, являлось самым северным населённым пунктом Юго-Осетинской автономной области (ныне Южная Осетия). Расположено на левом берегу реки Чанчахи (левый приток Риони). Через село проходит Военно-Осетинская дорога. Село не имеет непосредственной связи с дорожно-транспортной системой Южной Осетии.
От Гуршеви до Цхинвала 53 км, до Владикавказа 84 км.
В 1921 году в селе, в доме Ивана Айларова, останавливался С. М. Киров.

## История села
Согласно картам времён Российской империи, село обозначалось «Туршеви» и относилось к уезду Рача Кутаисской губернии.
25 февраля 1921 года из Тифлисской и Кутаисской губерний, а также части Батумской области была образована ГССР.
12 марта 1922 года в Закавказье была образована Закавказская Социалистическая Федеративная Советская Республика, в которую вошла Грузинская ССР. ЗСФСР вошла в состав СССР.
В апреле 1922 года в составе ГССР была образована Юго-Осетинская автономная область, в район Кударо которой и вошло село. Позже в 1940-е годы район Кударо был расформирован, и его территория вошла в состав Джавского района Юго-Осетинской АО.
В 1936 году ЗСФСР прекратила своё существование, и ГССР стала непосредственно входить в СССР.
В середине XX века в селе проживало несколько осетинских семей.
К 1984 году село перестали отмечать на картах. Осталось несколько строений.
Территория села Гуршеви была последней из перешедших под контроль властей Южной Осетии после войны 2008 года. 10 июня 2009 года грузинские военные оставили район и взорвали Николаевский мост (осет. Æфсæйнаг хид), находящийся восточнее села и соединяющий Гуршеви с Россией по Военно-Осетинской дороге. Но позднее мост был восстановлен, а грузинские военные вновь взяли под контроль эту территорию.
Сейчас населённый пункт заброшен. Территория бывшего села де-факто входит в состав Дзауского района Южной Осетии, грузинская сторона относит его к региону Рача Грузии.

## Известные уроженцы
- Айларов, Измаил Харитонович (род. 1924) — осетинский поэт и прозаик.